# سیارک ۲۸۷۱
سیارک ۲۸۷۱ (به انگلیسی: 2871 Schober، نامگذاری:1981QC2) دو هزار و هشتصد و هفتاد و یکمین سیارک کشف شده‌است که در ۳۰ اوت ۱۹۸۱ کشف شد.
قدر مطلق سیارک برابر ۱۲٫۹۰ است.